# Chiesa di San Leonardo (Arezzo)
La chiesa di San Leonardo è una chiesa di Arezzo che si trova in località San Zeno.

## Storia e descrizione
Una cappella Sancti Zenoni è documentata nel 1022 e risulta dipendente dalla Pieve di Santa Mustiola a Quarto nel 1113. Nel XIII secolo la chiesa fu costruita in stile romanico, riconoscibile oggi soltanto nella facciata. L'interno è costituito da un'unica navata.